# HD84451
HD84451 — хімічно пекулярна зоря спектрального класу B9, що має видиму зоряну величину в смузі V приблизно  8,1.
Вона  розташована на відстані близько 1117,0 світлових років від Сонця.

## Пекулярний хімічний склад
Зоряна атмосфера HD84451 має підвищений вміст 
Si
.